# إينوزيتول
الإينوسيتول أو إينوزيتول Inositol or cyclohexane-1,2,3,4,5,6-hexol 
يستخدم الإينوزيتول لآلام السكري العصبية، اضطرابات الهلع، وارتفاع الكوليسترول في الدم، والأرق والسرطان والاكتئاب وانفصام الشخصية ومرض ألزهايمر، اضطراب نقص الانتباه وفرط النشاط (اضطراب نقص الانتباه مع فرط النشاط)، ومرض التوحد، وتعزيز نمو الشعر، مرض جلدي يسمى الصدفية، وعلاج الآثار الجانبية للعلاج الطبي مع الليثيوم.
يستخدم أيضا لعلاج الحالات المرتبطة بمتلازمة المبيض متعدد الكيسات حيث يعطى عن طريق الفم، بما في ذلك عدم الإباضة؛ ارتفاع ضغط الدم؛ ارتفاع الشحوم الثلاثية، ومستويات عالية من هرمون التستوستيرون.

## الأيسومرات وبنيتها
|      |         |       |        |
| myo- | scyllo- | muco- | chiro- |
|      |         |       |        |
| neo- | allo-   | epi-  | cis-   |

## آلية العمل
يمكن أن يحدث الاينوزيتول توازن بين بعض المواد الكيميائية في الجسم للمساعدة المحتمة مع بعض الحالات مثل اضطرابات الهلع، والاكتئاب، والوسواس القهري، ومتلازمة المبيض متعدد الكيسات.

## الاستخدامات
- اضطرابات الهلع: يظهر اينوزيتول بعض الأمل للسيطرة على نوبات الذعر والخوف من الأماكن العامة أو الأماكن المفتوحة (الخوف من الأماكن المكشوفة)، حيث وجدت إحدى الدراسات أن فعالية الاينوزيتول مماثلة لفعالية الأدوية الموصوفة. ومع ذلك ، هناك حاجة لتجارب سريرية واسعة النطاق قبل أن يثبت فعاليته لنوبات الهلع .
- الوسواس القهري (اضطراب وسواسي قهري): هناك بعض الأدلة على أن الأشخاص الذين يعانون من الوسواس القهري الذين يتلقون اينوزيتول عن طريق الفم لمدة 6 أسابيع خضعوا لتحسن كبير.
- اضطراب المبيض المعروف باسم متلازمة المبيض متعدد الكيسات (متلازمة تكيس المبايض).
- يبدو أن أخذ شكل معين من أشكال اينوزيتول (isomer D-chiro-inositol) عن طريق الفم له دور في خفض مستويات الشحوم الثلاثية والتيستوستيرون، وانخفاض ضغط الدم بشكل متواضع ، وتعزيز التبويض في النساء البدينات مع متلازمة المبيض متعدد الكيسات.
- مشاكل التنفس في الأطفال الخدج والمعروفة باسم «متلازمة الضائقة التنفسية الحادة» عندما تعطى عن طريق الوريد (عن طريق IV) .
- الصدفية الناجمة عن العلاج بالليثيوم أو التي تزداد سوءا بسببه. لا يبدو أن الاينوزيتول له دور في المساعدة في الصدفية عند الناس الذين لا يتناولون الليثيوم.

غير فعال ربما في:
- الفصام.
- مرض ألزهايمر.
- التوحد.
- الاكتئاب. وتشير بحوث محدودة أن الناس في حالة الاكتئاب يتلقون الاينوزيتول لمدة 4 أسابيع مما قد يؤدي لتحسن في البداية، ولكن بعد فترة يعود ليزداد سوءا. كان هناك أيضا بعض التوقعات أن الاينوزيتول قد يجعل الأدوية المضادة للاكتئاب المسماة مثبطات استرداد السيروتونين الانتقائية تعمل على نحو أفضل. ولكن الأبحاث حتى الآن لم تظهر صحة هذا الأمر.

يحتمل أنه غير فعال في:
المشاكل العصبية الناجمة عن مرض السكري.
الأدلة غير كافية في دوره في:
- اضطراب نقص الانتباه وفرط النشاط (اضطراب نقص الانتباه مع فرط النشاط). تشير الدراسات المبكرة أن الاينوزيتول قد لا يساعد على تحسين أعراض ADHD .
- السرطان.
- نمو الشعر.
- مشاكل أيض الدهون.
- ارتفاع الكوليسترول في الدم.
- اضطرابات النوم (الأرق) .
- غيرها من الحالات.

وهناك حاجة إلى مزيد من الأدلة لتقييم أداء الاينوزيتول في هذه الاستخدامات.

## الآثار الجانبية
- يعد الاينوزيتول آمن ربما بالنسبة لمعظم البالغين. يمكن أن يسبب الغثيان والتعب ، والصداع، والدوخة.
- الاينوزيتول هو آمن ربما عند استخدامه في المستشفى للخدج المصابين بمتلازمة الضائقة التنفسية الحادة.

الاحتياطات الخاصة والتحذيرات :
ليس هنالك معلومات كافية عن استخدام الاينوزيتول أثناء الحمل والرضاعة لذلك يفضل البقاء على الجانب الآمن وتجنب استخدامه.
- الاضطراب ثنائي القطب: هناك بعض القلق من أن أخذ الكثير من الاينوزيتول قد يجعل الاضطراب ثنائي القطب أسوأ. هناك تقرير لرجل مصاب باضطراب ثنائي القطب تم السيطرة عليه بالبقاء في المستشفى حيث ترافق مع انفعالات شديدة واندفاع (الهوس) بعد شرب عدة علب من مشروب الطاقة الحاوي على الاينوزيتول، والكافيين، التورين، وغيرها من المكونات (مشروب الطاقة ريد بول) على مدى فترة 4 أيام. ومن غير المعروف ما إذا كان هذا ذو صلة بالاينوزيتول ، والكافيين ، التورين ، أم هو مكون مختلف، أو مزيج من المكونات.

## الجرعات
وقد درست الجرعات التالية في البحث العلمي :
عن طريق الفم :
لاضطرابات الهلع : من 12 إلى 18 غراما في اليوم الواحد.
لاضطراب الوسواس القهري : 18 غراما في اليوم الواحد.
لعلاج الأعراض المرتبطة متلازمة المبيض متعدد الكيسات : D-chiro-inositol بجرعة 1200 ملغ في اليوم الواحد.
لعلاج الصدفية المتعلقة بالليثيوم : 6 غرامات يوميا